# إيدير مارتينس
إيدير كيتادين مارتنس (بالإيطالية: Éder Citadin Martins)‏ هو لاعب كرة قدم إيطالي برازيلي في مركز الهجوم ولد في يوم 15 نوفمبر 1986 في بلدة لاورو مولر في البرازيل، يلعب حاليًا مع نادي ساو باولو وسبق له اللعب مع نادي سامبدوريا ونادي تشيزينا ونادي بريشيا ونادي إمبولي ونادي فروسينوني ونادي كريسيوما في البرازيل، بدأ اللعب مع منتخب إيطاليا لكرة القدم في 2015 ويبلغ طوله 178 سم.

## روابط خارجية
- إيدير مارتينس على موقع الاتحاد الأوربي (الإنجليزية)
- إيدير مارتينس على موقع قاعدة بيانات كرة القدم.إي يو (الإنجليزية)
- إيدير مارتينس على موقع ليكيب (الفرنسية)
- إيدير مارتينس على موقع ناشيونال فوتبول تيمز (الإنجليزية)
- إيدير مارتينس على موقع Soccerway.com (الإنجليزية)
- إيدير مارتينس على موقع عالم كرة القدم.نت (الإنجليزية)
- إيدير مارتينس على موقع AS.com (الإسبانية)